# Cotonnier en arbre
Gossypium arboreum
Espèce
Classification phylogénétique
Le cotonnier en arbre (Gossypium arboreum) est une espèce de plantes dicotylédones de la famille des Malvaceae. C'est un arbuste d'environ 2 à 3, 50 m de haut aux feuilles tomenteuses qui pousse en Asie tropicale et subtropicale. Les fleurs sont jaunes ou rouges.
Il contient du gossypol.